# Denmark Open 1938
Die Denmark Open 1938 im Badminton fanden in Kopenhagen statt.

## Finalergebnisse
| Disziplin    | Sieger                   | Finalist                  | Ergebnis           |
| ------------ | ------------------------ | ------------------------- | ------------------ |
| Herreneinzel | Ong Hock Sim             | Jesper Bie                | 15–8, 15–6         |
| Dameneinzel  | Daphne Young             | Tonny Olsen               | 11–9, 12–11        |
| Herrendoppel | Carl Frøhlke Tage Madsen | Gunnar Holm Jan Schmidt   | 15–12, 15–6        |
| Damendoppel  | Tonny Olsen Bodil Riise  | Daphne Young Mavis Green  | 15–11, 15–12       |
| Mixed        | Ong Hock Sim Mavis Green | Carl Frøhlke Daphne Young | 15–9, 12–15, 17–15 |